# 符潤光
符潤光〈，1953年—），香港音樂家，於1973年畢業於聖保羅書院，自1982年起出任聖保羅書院音樂主任，至2013年退休。

## 生平
符氏就讀小學期間獲其音樂老師賞識其歌唱天份，其後畢業於聖保羅書院後獲香港聖公會保送至英國蘇格蘭史特靈大學研習。1982年他以音樂科主任的身份重回母校聖保羅書院任教三十餘年。

## 音樂貢獻
符氏除為聖保羅書院的音樂科主任外，亦為該校音樂科老師以及校內多個音樂團體（例如高級合唱團及音樂聯會）的領導人或指揮。此外，其在1997年曾經參演由張學友擔任藝術總監的著名音樂劇《雪狼湖》，飾演老狼仙一角，並在劇中第二幕與張學友合唱《種子》與《老狼在此》。其亦擔任香港歌劇社主席、聖約翰座堂詩班長、香港兒童合唱團董事等職位。

## 外部連結
- 聖保羅書院 （页面存档备份，存于）
- 香港歌劇社 （页面存档备份，存于）